# Arkansas City (Kansas)
Arkansas City es una ciudad ubicada en el condado de Cowley en el estado estadounidense de Kansas. En el año 2010 tenía una población de 12415 habitantes y una densidad poblacional de 636,67 personas por km².

## Geografía
Arkansas City se encuentra ubicada en las coordenadas 37°3′55″N 97°2′23″O / 37.06528, -97.03972 (37.065267, -97.039608).

## Historia
En 1601, el gobernador de Nuevo México Juan de Oñate dirigió una expedición a lo largo de los Grandes Llanos y encontró una comunidad de indios nativos a los cuales llamó "Rayados". Todos los datos apuntan a que esta comunidad se encontraba junto al río Walnut en la parte oeste de Arkansas City. Los restos de una comunidad indoamericana han sido encontrados a las orillas del río Walnut. Los indígenas  "Rayados" fueron los ancestros de una tribu  llamada "wichita". Los integrantes de la etnia o tribu  "Wichita" dejaron sus restos del siglo XVII unos pocos km al sur del Río Arkansas, casi en el sitio de la actual ciudad de Arkanzas City de Kansas, allí se emplazaba la desaparecida ciudad indígena conocida como Etnazoa que quizás para esa época tuviera la enorme -para aquel siglo- población de 20.000 habitantes, tal gran ciudad de las praderas fue descubierta por la tropa hispana dirigida por el español Juan de Oñate pero las pocas tropas comandadas por Oñate debieron retroceder ante la hostilidad indígena y el no encontrar ningún vestigio de oro u otras riquezas típicas del capitalismo mercantil.

### SigloXIX
Los colonos blancos se congregaron por primera vez dónde ahora se sitúa Arkansas City en la década de 1860.Los nativos se referían al lugar con el nombre de “Nichonka” que se puede traducir cómo "el sitio entre las aguas" — una referencia a los ríos Arkansas y Walnut.
Los colonos supuestamente establecieron un pueblo aproximadamente en la década de 1870.Tuvieron dificultades eligiendo un nombre ; al principio querían rendir homenaje al general administrador de correos oficial de los Estados Unidos en esa época ; John A. J. Creswell, llamando al pueblo Creswell, pero otras ciudades en otros estados ya habían usado ese nombre. Los fundadores consideraron otros nombres, como : Delphi, Maple City y Walnut City. Finalmente, Arkansas City fue elegido como el nombre oficial de la ciudad.
En 1870 se fundó el periódico oficial de la ciudad, el Arkansas City Traveler, que sigue activo hoy en día. 
Poco después, se fundó una oficina de correos. 
Tuvo agua corriente a partir de 1881.
Una pequeña cueva al este de la ciudad (en los Flint Hills)fue una parada de descanso para Buffalo Bill Cody cuando él transitaba la zona trabajando en el ferrocarril y matando a búfalos.
La famosa pandilla de bandidos James- Younger se escondieron en una cueva al oeste de la ciudad cuando pasaron por el área.

### SigloXX
Al principio del siglo, Arkansas City y Wichita eran rivales en respecto a su tamaño y su industria, ya que Arkansas City disfrutaba de varias líneas ferroviarias, un elegante teatro de ópera, varios hoteles de lujo, una base manufacturera y una floreciente economía agraria. Incluso había un spa cerca de Geuda Springs. Un popular lugar dónde nadar llamado Paris Lake, en 1919 se atascó con limo. También se atascaron las aguas termales de Geuda. Casi 20 años después la WPA construyó una piscina en el mismo sitio. A los afroamericanos no se les permitía nadar en la pisina de Paris Park durante la época de la segregación y usaban unas instalaciones distintas a las que se refería coloquialmente con el nombre de "la piscina negra" por los residentes locales. 
La compañía de molinos de viento Kirkood, tenía su sede en Arkansas City a finales del siglo XX. También, la actualmente inactiva compañía de refinería Kanotex estableció una refinería y su sede en la ciudad en 1917. 
La ciudad prosperó a la largo del siglo XX, pero en la década de los 1980s, la comunidad se enfrentó a problemas económicos. Las vías ferroviarias desplazaron la mayoría de su tripulación a otras paradas, la planta empaquetadora de carne cerró. En 1996 Total Petroleum cerró su refinería causando una pérdida de 170 empleos. En 2003 otras grandes compañías en el condado de Cowley cerraron operaciones allí. La planta de fabricación de Crayola Binney & Smith cerró; lo que resultó en la pérdida de 400 empleos. El hospital de Winfield y la industria Gordon Piatt cerrarón en Winfield (una ciudad cercana) con una pérdida total de 973 empleos. Montgomery KONE y la manufacturera de libros Central Plains en Strother Field también cerró.

### SigloXXI
Arkansas City ahora tiene un moderno procesador de carnes perteneciente a la empresa Creekstone Farms Premium Beef LLC, que proporciona empleo a más de 700 personas. Varias pequeñas compañías maufatureras están expandiendo sus operaciones mientras que varias empresas de nueva creación están estableciéndose en el condado de Cowley gracias al personal suministrado por las dos universidades locales en el condado.Winfield y Arkansas City, sólo a unos 18 kilómetros el uno del otro, actualmente tienen tiendas Wal-Mart. También ambas ciudades tenían cines que recientemente cerraron y se sustituyó a éstas con un cine a la mitad entre las dos ciudades, al sur del parque industrial de Strother Field. La compañía B & B Theatres donó los dos edificios que solían ser antiguos cines a organizaciones sin ánimo de lucro en cada una de las comunidades. El teatro Burford de Arkansas City está pasando por un proceso de transformación y renovación y se convertirá en centro cultural para la comunidad. Las obras comenzaron en la primavera de 2006.
En 2006, los médicos locales de Arkansas City se congregaron con la Junta del Centro Médico Regional Sur Central de Kansas y la ciudad de Arkansas City para construir un nuevo hospital, que abrió en marzo de 2011. 
En 2010, unas tuberías de la compañía Keystone-Pushing se constryeron al oeste de Arkansas City, del norte al sur del condado de Cowley, aunque hubo mucha controversia acerca de la exención de impuestos y problemas medioambientales si un derrame ocurriera.

## Arkalalah
Actualmente la ciudad es el lugar dónde se celebra un festival de otoño todos los años en el mes de octubre, que atrae a miles de visitantes de todo el estado o incluso de fuera de ella. Normalmente se lleva a cabo a lo largo de un fin de semana y hay atracciones, docenas de locales con comida casera y múltiples actividades y juegos disponibles. También hay un desfile y se nombra a una reina del festival, que normalmente es una alumna de la universidad del condado de Cowley. El festival comenzó en 1928; una época de desánimo, crisis y miseria. Había un club encima de la farmacia Peterson y la mayoría de los empresarios comían allí y jugaban a las cartas, específicamente al cribbage.
Una tarde; John Floyd, Clyde Boggs y Patrick Sommerfield estaban sentados en la misma mesa y decidieron fundar un festival de otoño para levantar las ánimas de los ciudadanos. 
Llamaron a Dusty Rhoads, el secretario de la Cámara de Comercio de Arkansas City. Hubo una reunión, se nombraron los comités oficiales y se fundó el primer festival de Arkalalah.
El nombre fue aportado por J.W Moore, una ciudadana de Arkansas City. Es una combinación de "Ark", el diminutivo utilizado para designar la ciudad, y "Alalah", una palabra india que significa "diversión".
Durante las celebraciones de Arkalalah en 1955, un tren inactivo se condujo al parque Wilson donde permanece actualmente.

## El Arkansas City Traveler
El edificio original del periódico fue una pequeña choza de madera en la calle principal.Su primer editor fue Cyrus M. Scott, que se mudó a Arkansas City en agosto de 1870, cuando sólo había 12 viviendas en la ciudad. En diciembre de 1870 el profesor L.B Kellogg se convirtió en el dueño del periódico, y l sería durante los siguientes siete años. Además de ser el primer periódico del condado de Cowley, fue el primer periódico pequeño que tuviera una máquina arrendada de cables. 
R.C Howard compró el periódico en 1886 y estableció dos periódicos en el condado. Se le cambió el nombre varias veces hasta quedarse con el nombre de "Arkansas City Traveler". En 1910 R.C Howard compró un edificio nuevo para el periódico y una máquina Linotype. Harry Howard, su hijo dirigió el periódico con su padre hasta 1924, cuando se lo vendieron a Oscar S. Stauffer, que movilizó el periódico a otro edificio. La sede del periódico permaneció allí hasta el año 1968, cuando se mudó a la sede actual. En julio de 1994 la compañía Morris Communications compró todos los valores de la compañía Stauffer Communications por aproximadamente 283 millones de dólares. Morris Communications se adueñó del periódico en 1995, pero se la vendió a la compañía Winfield Publishing en 2001. Esta compañía también dirige el periódico de Winfield y el de Newkirk (Oklahoma). En julio de 2009 David Allen Seaton sucedió a su padre Dave cómo director de la compañía Winfield Publishing.

## Río Arkansas
El río Arkansas es uno de los principales afluentes del río Misisipí y discurre por los estados de Kansas, Oklahoma, y Arkansas. 
Es uno de los ríos que fluyen en la ciudad de Arkansas City junto con el Río Walnut.
La pronunciación del nombre del río varía según la región. La gran mayoría en estados cómo Kansas y Colorado lo pronuncian  /ɑrˈkænzəs/ ar-KAN-zəs y se le pone el apodod“Ark River”.
Mientras que los habitantes de Arkansas normalmente lo pronuncian /ˈɑrkənsɔː/ AR-kən-saw según una ley estatal aprobada en 1881. 
Es susceptible a reducciones estacionales en su corriente. Cuando la corriente está baja, el río se divide en varios pequeños canales. En períodos más secos, se puede secar en el sudoeste de Kansas, pero tiene más corriente cuando alcanza Wichita.
La corriente del Río Arkansas (medido en el centro de Kansas) ha caído de 7 metros cúbicos por segundo en 1944-1963 a 1.5 metros cúbicos por segundo en 1984-2003. Esto está debido mayoritariamente al bombeo de agua subterráneo para el riego en el este de Colorado y el oeste de Kansas.
Ciudades importantes a las orillas del Río Arkansas incluyen Pueblo (Colorado) , Wichita (Kansas) , Tulsa (Oklahoma), Fort Smith y Little Rock ( Arkansas).

## Río Walnut
El Río Walnut( también llamado el Río "Little Verdigris") es un afluente del Río Arkansas que fluye por las ciudades de El Dorado, Augusta, Winfield y Douglass. Se une con el Río Arkansas en la ciudad de Arkansas City .
Tiene una longitud de 248 kilómetros en una región caracterizada por colinas rocosas y praderas. La media de las precipitaciones anuales varía de 810 mm a 970 mm.
Cerca de la desembocadura del río, al este de la ciudad de Arkansas City, se encuentran varios yacimientos arqueológicos. Son los restos de unos campamentos pertenecientes a la tribu Wichita.

## Geografía
Arkansas City está localizado en las coordenadas 37°3′55″N 97°2′23″W (37.065267, −97.039608).[15]Está situado en la orilla norte del río Arkansas y al oeste de su confluencia con el río Walnut. Está en la unión de la Ruta 77 y la ruta 166, sólo a aproximadamente 6 kilómetros de la frontera Kansas-Oklahoma. Winfield, la capital del condado está a 20 kilómetros de Arkansas City y Strother Field, un aeropuerto de aviación general, está a 13 kilómetros norte de Arkansas City. 
Según la Oficina del Censo de los Estados Unidos, la ciudad tiene un área total de 24.2 km² , de los cuales 24.24 km² son tierra y 0.05 km² son agua.
- Personas destacadas
- Darren Daulton, jugó al béisbol en el equipo de los Philadelphia Phillies y los Florida  Marlins.
- Robert Docking, Alcalde de Arkansas City y Gobernador de Kansas 1967-1975.
- Robert James Eaton, empresario de automóviles, creció en Arkansas City.
- Lionel Hollins, antiguo jugador de la NBA y entrenador actual de los Memphis Grizzlies.
- Nila Mack, actriz , escritora y directora, participó en el programa de radio "Let´s Pretend"
- Leslie Miller, antiguo jugador profesional de fútbol americano, nacido en Arkansas City.
- Jim Sheets, político republicano en Arkansas, antiguo director ejecutivo de la fundación internacional Kiwanis.
- Euclid James Sherwood, conocido como Motorhead Sherwood, cantante y saxofonista.
- Elizabeth Taylor, actriz, vivió y estudió brevemente en Arkansas City en 1937.

## Demografía
Según la Oficina del Censo en 2000 los ingresos medios por hogar en la localidad eran de $29,158 y los ingresos medios por familia eran $39,962. Los hombres tenían unos ingresos medios de $30,665 frente a los $19,919 para las mujeres. La renta per cápita para la localidad era de $15,933. Alrededor del 12.4% de la población estaban por debajo del umbral de pobreza.